# Fred Scarlett
Fred Scarlett (29 aprile 1975) è un ex canottiere britannico.

## Palmarès

### Olimpiadi
- 1 medaglia:
  - 1 oro (Sydney 2000 nell'otto)

### Mondiali
- 1 medaglia:
  - 1 argento (St. Catharines 1999 nell'otto)